# Sihuanaba

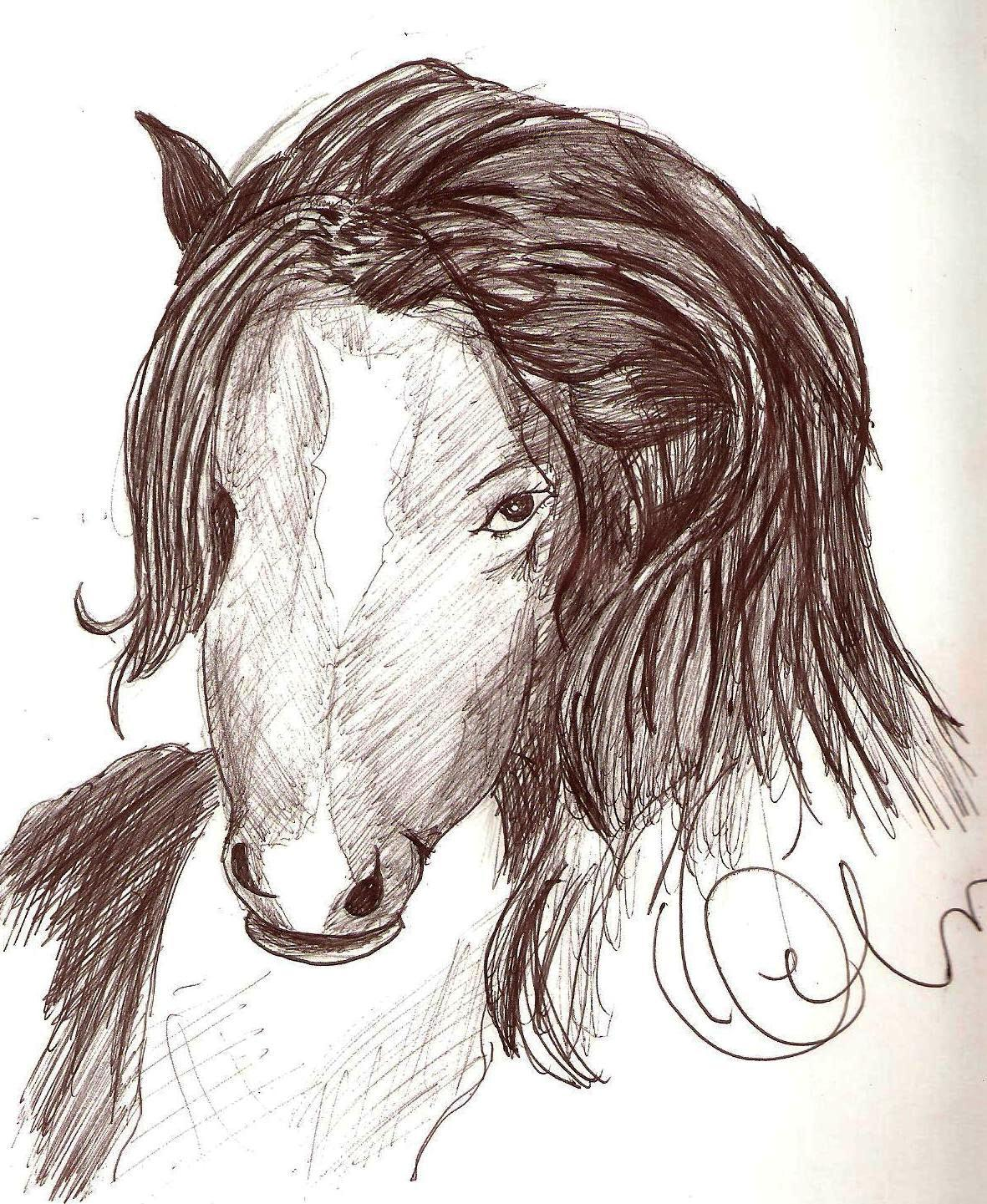

La Sihuanaba, La Siguanaba, Cigua ou Cegua est un personnage surnaturel du folklore d'Amérique centrale. C'est un esprit qui change de forme, prenant généralement la forme d'une jolie femme aux cheveux longs, vue de dos. Cette femme attire les hommes dans des coins reculés avant de montrer son visage, souvent  celui d'un cheval ou d'un crâne. 
Le Siguanaba et ses variantes pourraient avoir été importés en Amérique latine par les espagnols pendant la période coloniale, pour contrôler la population autochtone et métisse en leur faisant peur.

## Apparence
Elle prend la forme d'une femme magnifique, soit nue, soit vêtue en blanc. Elle est généralement en train de se baigner dans un réservoir d'eau, une rivière ou une source d'eau ou de laver des vêtements. Elle aime attirer les hommes seuls, tard dans la nuit sombre et sans lune, sans leur laisser voir son visage . Elle éloigne ces hommes de leur chemin pour les perdre dans de profonds canyons. 
Au Guatemala, la Siguanaba apparaît comme une belle femme séduisante aux cheveux très longs. Elle ne dévoile son visage qu'au dernier moment, révélant les traits d'un cheval ou d'un crâne humain. La victime, généralement un homme infidèle, ne meurt pas mais devient fou en la voyant. De loin, la Siguanaba peut imiter l'apparence de la compagne d'un homme afin de l'égarer. 
Lorsqu'elle apparaît devant des enfants, la Siguanaba prend l'apparence de la mère de l'enfant afin d'attirer sa victime. Une fois touchée par la Siguanaba, l’enfant devient fou et est  conduit dans le désert et laissé seul.

## Techniques pour éloigner la Siguanaba
On dit que les méthodes traditionnelles repoussent la Siguanaba. Dans les régions frontalières situées entre le Guatemala et le Salvador, les personnes qui voient la Siguanaba font le signe de la croix ou mordent leur machette, tout en bannissant à la fois l'esprit malin et la peur qui saisit la victime.

## Étymologie
Le mot siguanaba ou sihuanaba a son origine dans les langues autochtones de la Méso - Amérique. Divers mots ont été suggérés comme source. Dans certaines régions du Mexique, la Siguanaba est connue sous le nom de macihuatli, un mot nahuatl qui peut être décomposé en deux éléments; cihuatl (qui signifie «femme») et matlatl (qui signifie «toile»). Cette «femme à la toile» englobe l'idée figurative d'une femme capturant les hommes dans sa toile d'attraction métaphorique . 
Cigua ou cegua, qui sont les formes nominatives que prennent cet esprit au Honduras et au Costa Rica, ont également pour origine le mot nahuatl cihuatl, qui signifie simplement «femme». L'historien et folkloriste guatémaltèque Adrián Recinos donne deux origines possibles pour le mot siguanaba. Pour l'une des 20 langues du Guatemala, il affirme que ciguanaba signifie «femme nue» mais il ne réussit pas à identifier la langue d'origine. Dans une autre source, il affirme que son origine est le terme nahuatl ciuanauac ou ciguanauac, qui signifie «concubine». 
Au Guatemala, le mot siguanaba est associé à siwan, un mot k'iche ' maya signifiant «falaise» ou « ravin profond», et l'étymologie folklorique guatémaltèque place ce terme à l'origine du mot, bien que des spécialistes comme Recinos et Roberto Paz y Paz soient en désaccord,.

## Variations régionales

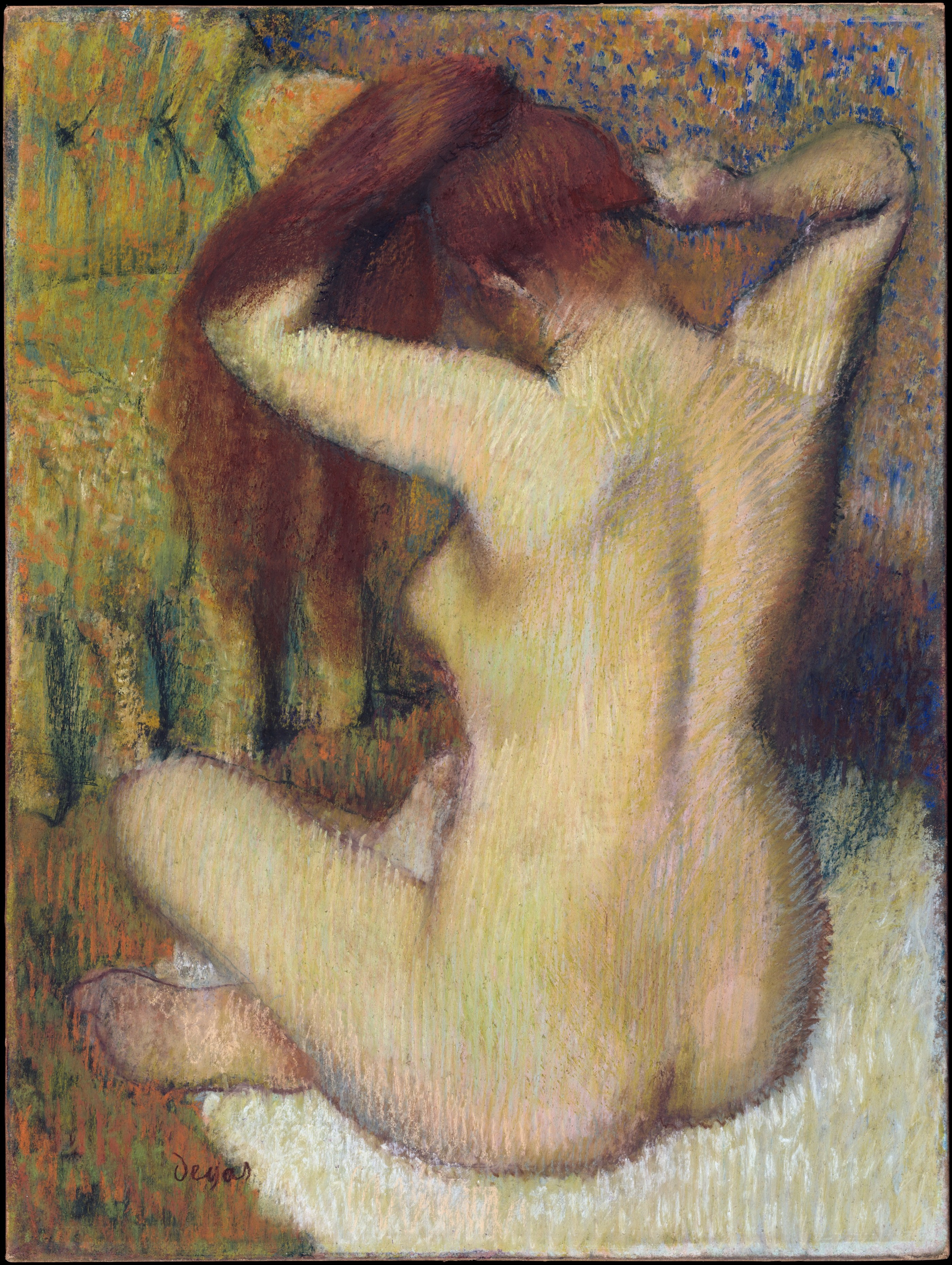
La Siguanaba est parfois vue comme une femme nue se peignant

Au Guatemala, la Sihuanaba est connu sous le nom de La Siguanaba ; elle est connue sous les noms de Cigua au Honduras, Ciguanaba au Salvador et Cegua au Costa Rica. Bien que le nom varie d'un endroit à l'autre, l'apparence et les actions de la Sihuanaba restent inchangées . 

### Salvador
La légende salvadorienne de la Siguanaba indique que cette femme, appelée à l’origine Sihuehuet (belle femme), est une paysanne qui a accédé au rang de reine en utilisant ses charmes (et une infusion de sorcière) pour attirer en mariage le fils de Tlaloc, Yeisun, un prince nahuatl. Après le mariage, lorsque son mari est parti en guerre, elle a eu des relations avec d’autres hommes. Elle a eu un enfant, Cipitio. Sihuehuet était une mauvaise mère, négligeant son fils, le laissant seul pour rencontrer ses amants. Pour hériter du trône pour son amant, elle utilise une autre potion magique afin d'empoisonner Yeisun lors d'un festival, réclamant ainsi le trône pour son amant. 
Le plan fonctionna, mais Yeisun est converti en un monstre géant sauvage à deux têtes, qui  massacre les invités du lerant festin du palais. Un garde lutte et abat la créature, mettant fin à la vie de Yeisun. Lorsque Tlaloc l'apprend, il  demande l'aide du dieu tout-puissant, Teotl, qui condamne et maudit Sihuehuet: elle prendrait désormais le nom de  Sihuanaba («femme hideuse»); elle serait belle à première vue, mais elle se transformerait en une horrible abomination après avoir séduit ses victimes dans des gorges isolées. Elle est ensuite forcée d'errer dans la campagne, en se présentant aux hommes qui voyagent seuls la nuit. Elle est censée être vue la nuit dans les rivières du Salvador, lavant des vêtements et cherchant toujours son fils, Cipitio, qui a également été maudit par Teotl et reste un garçon pour l'éternité. [réf. nécessaire]

### Guatemala
Au Guatemala, on dit que la Siguanaba se lave les cheveux avec un bol en or et se peigne avec un peigne en or. On dit qu'elle se promène dans les rues de la ville de Guatemala pour attirer les hommes amoureux. Au Guatemala, la légende est plus répandue à Guatemala, à Antigua Guatemala (l'ancienne capitale coloniale) et dans les départements de l'est du pays. La variante la plus commune dans ces domaines est celle où l'esprit a le visage d'un cheval. Au Guatemala, on dit souvent que Siguanaba apparaît aux hommes infidèles pour les punir. 
Une version Kaqchikel Maya de la Siguanaba de San Juan Comalapa la décrit comme une femme aux yeux rougeoyants et énormes avec un sabot à la place de la main. Elle porte une robe scintillante et a les cheveux très longs et hante la décharge publique locale, effrayant les enfants désobéissants et les maris ivres. 
Sur la rive guatémaltèque du lac Güija, dans le département de Jutiapa, la Siguanaba peut revêtir de nombreuses formes, mais la plus courante est celle d’une belle femme mince et aux cheveux longs qui se baigne sur les rives de la rivière Ostúa. Elle peut aussi apparaitre à côté d’autres sources d’eau ou sur des rives isolées. Pour les hommes lascifs, elle apparaît comme une belle femme, mais revêt également la forme de l'être aimé ou désiré pour d'autres  'hommes. Un conte de San Juan La Isla raconte comment un homme est allé à la rencontre de sa femme qui revenait à cheval du Salvador et l’a accompagnée pendant un moment, sa «femme» se jetant soudain de sa monture et se révèle être la Siguanaba. Dans cette même région, on dit que la Siguanaba apparaît les nuits éclairées au clair de lune aux cavaliers sur des routes isolées, demandant à chevaucher en tant que passagère. Après avoir brièvement accompagné sa victime, elle découvre ses ongles, de terribles griffes et son visage qui est celui d'un cheval, faisant mourir le cavalier de terreur. Les rares chanceux qui réussissent à s'enfuir se perdent dans la nature.

### Costa Rica
Au Costa Rica, la Cegua est en général une apparition en zone rurale. En plus de répéter les actions typiques de la Sihauanaba dans ses habitudes de baignade nocturne, la Cegua apparaît également montant parmi les troupeaux de chevaux, semant la panique. 
D'autres orthographes sont: Cihuanaba, Sihuanaba, Ciguanaba, Ciguapa .